# エミール・ルーベ
エミール・フランソワ・ルーベ（フランス語: Émile François Loubet、1838年12月31日 - 1929年12月20日）は、フランスの政治家。フランス第三共和政で閣僚評議会議長（首相）を1期務めた（在任：1892年）ほか、第8代フランス大統領を務めた（在任：1899年 – 1906年）。

## 生涯
1838年12月20日、マルサンヌで生まれた。父はマルサンヌ市長を数度務めた人物だった。
1862年にパリで弁護士業に従事、翌年に法学の博士号を修得した。その後、モンテリマールに移り、1869年にマリー・ルイ・ピカール(Marie Louis Picard)と結婚した。また、グリニャンにある小さな地所を継承した。1870年の普仏戦争における危機的な状況でモンテリマール市長に就任、以降レオン・ガンベタの支持者になる。
1876年にモンテリマールから選出されて代議院議員に就任、1877年5月16日危機ではアルベール・ド・ブロイ公爵内閣への不信任決議に賛成票を投じた議員363名のうちの1人だった。同年10月の議会選挙では政府によりモンテリマール市長から解任されたことが逆に支持率上昇につながった。代議院では主に教育関連の法案で活躍、ファルー法の廃止や初等教育の無料化、義務化、世俗化を推進した。1880年、ドローム県議会の議長に就任。
第2次ジュール・フェリー内閣（1883年 – 1885年）の植民地拡張政策を支持したことで穏健共和派の有力政治家になり、1885年に元老院議員に当選した。1887年12月から1888年3月までのピエール・ティラール内閣では公共事業大臣として入閣した。1892年に友人である大統領マリー・フランソワ・サディ・カルノーの要請で組閣、内務大臣も兼任した。首相として同年の無政府主義者による犯罪とカルモーでのストライキへの対処に追われた。カルモーでのストライキでは仲介役を務めたが、最終的に下した裁定が労働者側に有利すぎると批判された。パナマ運河疑獄により内閣は11月に倒れたが、ルーベは次のアレクサンドル・リボ内閣で留任、翌年1月の内閣改造で辞任した。
雄弁家としての名声や、誠実な人柄などを買われ、1896年に元老院議長に就任、大統領フェリックス・フォールの死去に伴う1899年2月の大統領選挙では483票を獲得してジュール・メリーヌ（279票）を破り、当選を果たした。このころフランスではアルフレド・ドレフュスの反逆罪裁判をめぐり世論が二分していたが（ドレフュス事件）、大統領選挙でもドレフュス支持派がルーベを攻撃した。フォールの葬儀の日にはゴーデリーク・ロジェ将軍率いる部隊が兵舎に戻る道中でポール・デルレード将軍からエリゼ宮殿に進軍するよう求められるという事件があったが、ロジェは応じず、そのまま部隊を率いて兵舎に戻った。同年6月には反ドレフュス派の人物が杖でルーベの頭を殴るという事件がおこった。これに対し、ルーベはピエール・ワルデック＝ルソーに組閣を要請、同時に共和派諸派に合同して国制を守るよう呼びかけた。そして、ルーベは陸軍大臣ガストン・ド・ガリフェの助言を受けて、軍法会議で再び有罪になったドレフュスに恩赦を与え、ドレフュス事件を解決した。
ルーベ大統領期はフランスにおける政教分離が進んだ時期でもあり、ワルデック＝ルソー内閣期とそれに続くエミール・コンブ期でも反教権主義の声が大きかったが、1905年4月には在バチカンフランス大使が召還されるほどになり、同年7月には代議院で政教分離法が成立した。ルーベは外交にも積極的であり、1900年のパリ万国博覧会開幕式に出席、1901年9月にロシア皇帝ニコライ2世から訪問されたほか、1902年にはロシアを訪問、イギリス、イタリア、スペインにも歴訪したが、1905年にスペインを訪問したときに爆弾による暗殺が試みられるという事件もあった。また、対英関係ではイギリスがフランスによるドレフュス事件の対処を批判、フランスがイギリスによる第二次ボーア戦争を批判するなど緊張が続いたが、英仏協商の締結（1904年）に成功した結果、イギリスによるエジプト占領に介入しない代償としてフランスによるモロッコへの主張がイギリスに承認された。
1906年1月に大統領の任期を全うして退任、以降は政界から引退した。1929年12月20日、モンテリマールで死去した。

## 関連図書
- Beach, Chandler B., ed. (1914). "Loubet, Émile" . The New Student's Reference Work  (英語). Vol. III. Chicago: F. E. Compton and Co. p. 1116.

| 公職                                        | 公職                             | 公職                          |
| ------------------------------------------- | -------------------------------- | ----------------------------- |
| 先代 セヴェリアノ・ド・エレディア           | 公共事業大臣 1887年 – 1888年     | 次代 ピエール・ドラン＝モント |
| 先代 シャルル・ド・フレシネ                 | フランスの首相 1892年            | 次代 アレクサンドル・リボ     |
| 先代 エルネスト・コンスタン                 | 内務大臣 1892年 – 1893年         | 次代 アレクサンドル・リボ     |
| 先代 ポール＝アルマン・シャルメル＝ラクール | 元老院議長 1896年 – 1899年       | 次代 アルマン・ファリエール   |
| 先代 フェリックス・フォール                 | フランスの大統領 1899年 – 1906年 | 次代 アルマン・ファリエール   |